# Nedra Nävertjärnen
Nedra Nävertjärnen är en sjö i Ljusdals kommun i Hälsingland och ingår i Ljusnans huvudavrinningsområde.